# جورج فريدل
جورج فريدل (19 يوليو 1865 - 11 ديسمبر 1933) هو عالم معادن وبلورات فرنسي.

## حياته
جورج هو ابن الكيميائي تشارلز فريدل. كان جد جورج هو لويس جورج دوفرنوي الذي شغل منصب أستاذ التشريح المقارن من عام 1850 إلى عام 1855 في المتحف الوطني للتاريخ الطبيعي.